# بیمارستان آقاخان مومباسا
بیمارستان آقاخان مومباسا (به انگلیسی: Aga Khan Hospital, Mombasa) بیمارستانی خصوصی در شهر مومباسا کنیا است که در ۱۹۴۴ میلادی ساخته شد و دارای ۹۶ تخت است.